# 4166 Pontryagin
4166 Pontryagin eller 1978 SZ6 är en asteroid i huvudbältet som upptäcktes den 26 september 1978 av den sovjetisk-ryska astronomen Ljudmila Zjuravljova vid Krims astrofysiska observatorium på Krim. Den är uppkallad efter Lev S. Pontryagin.
Asteroiden har en diameter på ungefär 8 kilometer.